# Volcán Irruputuncu
El volcán Irruputuncu es un estratovolcán situado en las proximidades de la frontera de Chile y de Bolivia. La parte boliviana se sitúa en el municipio de San Pedro de Quemes, provincia de Sud Lípez, departamento de Potosí. Mientras que el lado chileno, se ubica en la comuna de Pica, en la Provincia del Tamarugal, Región de Tarapacá.

## Descripción
Es un pico relativamente pequeño y escarpado, es el resultado del derrumbamiento de una avalancha ocurrida durante el Holoceno. 
Hay dos cráteres que se encuentran en la cumbre en los cuales desde el sur se observan fumarolas. En 1995 la primera erupción registrada en la historia ocurrió provocando un lahar.[cita requerida]